# Parti socialiste unifié d'Allemagne
Pour les articles homonymes, voir Parti socialiste unifié et Parti communiste en Allemagne.
Le Parti socialiste unifié d’Allemagne (en allemand : Sozialistische Einheitspartei Deutschlands, SED) était un parti politique de la République démocratique allemande (RDA) d'obédience communiste qui tenait le rôle dirigeant du Front national de la République démocratique allemande, coalition de partis autorisés par le régime est-allemand. En tant que seul grand parti autorisé, il joua en Allemagne de l'Est le rôle d'un parti unique, possédant le monopole de l'action politique au sein de ce pays en contrôlant directement les trois pouvoirs, législatif, exécutif et judiciaire.
Parti marxiste-léniniste né en 1946 de l'union forcée du SPD et du KPD dans la zone d'occupation soviétique en Allemagne et dans les secteurs de Berlin, étroitement contrôlé par l'Union soviétique, il devint rapidement le parti des cadres et de l'État de la RDA.
Lors de la révolution pacifique en RDA en 1989-1990, le SED perd sa position dominante, se dote d'un nouveau programme et change de nom pour devenir en février 1990 le Parti du socialisme démocratique (PDS), puis se fondre en 2007 dans le parti de gauche Die Linke.

## Historique
En avril 1946, les Soviétiques obligent les membres du Parti social-démocrate (SPD) et du Parti communiste (KPD) en activité dans leur zone d'occupation à fusionner au sein d'un seul et unique parti marxiste-léniniste (dans les zones occidentales d'occupation, les instances de ces mêmes partis en activité n'étaient donc pas concernées par cette fusion) : le SED est alors fondé, son organisation étant calquée sur celle du Parti communiste de l'Union soviétique,, la propagande montre cette fusion comme une fusion volontaire. Le communiste Wilhelm Pieck et le social-démocrate Otto Grotewohl en furent conjointement les premiers dirigeants. Malgré une épuration assez poussée, notamment dans l'administration, l'historien Jan Foitzik affirme qu'en 1954, le parti aurait compté 27 % d'anciens militants du Parti nazi. Un rapport de 1954 fait cependant état de 8,6 % d'anciens membres du NSDAP dans les rangs du SED. Cela peut s'expliquer par le fait qu'ils soient tous deux des partis de masse (8,5 millions d'adhérents au NSDAP en 1945 ; 2,3 millions pour le SED en 1989). Par ailleurs, les anciens adhérents du Parti nazi qui n'avaient pas été impliqués dans la politique de répression du régime, se sont plutôt retrouvés dans la petite formation du Parti national-démocrate d'Allemagne (NDPD),.
De 1963 à 1976, le SED intègre dans ses statuts les dix commandements de la morale socialiste, rédigés par Walter Ulbricht.
Le SED forme également la principale organisation du Front national de la République démocratique allemande (anciennement Bloc antifasciste puis Front national de l'Allemagne démocratique), entité regroupant tous les partis politiques et organisations de masse du pays.
Le SED perd progressivement le pouvoir en RDA entre la chute du mur de Berlin en novembre 1989 et les élections législatives de mars 1990 qui donnent la victoire à la CDU. La prédominance du SED sur les autres partis, inscrite dans la Constitution de 1968, est caduque à partir du 1er décembre 1989 (le 3 décembre suivant, l’ensemble du Comité central démissionne).
Après la disparition de la RDA, le SED est renommé Parti du socialisme démocratique (PDS) en 1990, et entame une nouvelle ère sous l'impulsion de l'avocat Gregor Gysi, poursuivant ses activités après la réunification allemande en se positionnant à gauche du SPD. Les communistes « orthodoxes » refusant cette évolution réformatrice reconstituent pour leur part un nouveau KPD, auquel adhère notamment l'ancien dirigeant de la RDA, Erich Honecker : cette formation n'obtient que 0,1 % des voix lors des premières et dernières élections libres est-allemandes, et demeure ensuite groupusculaire.
Lors des élections fédérales allemandes de 2005, le PDS forme une alliance avec l’Alternative électorale travail et justice sociale (WASG) d'Oskar Lafontaine, originaire d’Allemagne de l'Ouest, et prend alors le nom Linkspartei (« le Parti de la gauche »). Il fusionne avec la WASG en 2007 pour former le nouveau parti Die Linke (« La Gauche »).

Drapeau du Parti socialiste unifié d'Allemagne.
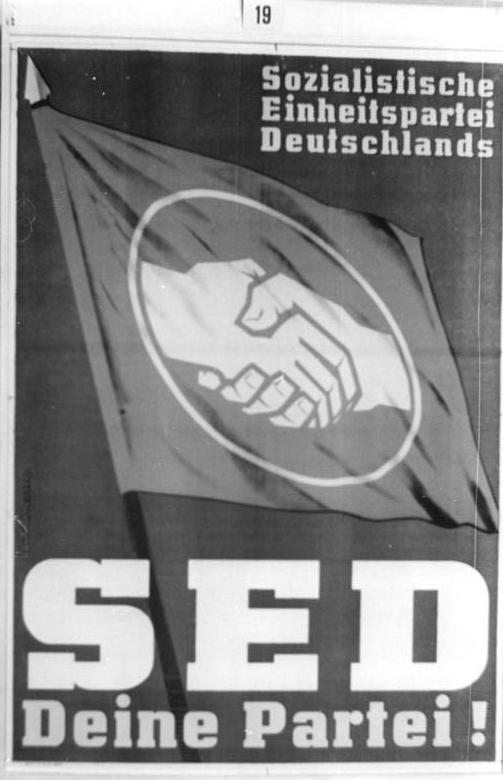
Une affiche du SED de 1950.

## Organisation du parti

### Omniprésence
Le SED s'organisait principalement dans les entreprises et les institutions de la RDA. Chaque domaine de la vie publique était soumis à son influence. Ceci s'exprimait par le slogan « Là où il y a un camarade, il y a le Parti ». Les organisations de base dans les entreprises nationalisées (VEB), les stations de machines-tracteurs (MTS), les domaines nationalisés (VEG) et les coopératives de production agricole (LPG) avaient un droit de contrôle sur l'activité des directions d'entreprise.
Le groupe de parti (PG) constituait la plus petite cellule organisationnelle du parti. Les membres y élisaient l'organisateur du groupe (PGO), un caissier, un agitateur et, selon la taille, des membres adjoints à la direction. S'il y avait plusieurs groupes du parti, ils étaient regroupés dans l'organisation départementale du parti (APO), qui formait à son tour une direction séparée autour du secrétaire départemental. Les réunions du parti qui se tenaient régulièrement servaient à la discussion politique et à la formation. Plusieurs APO ou, dans les petits établissements, souvent un seul groupe de parti, formaient l'organisation de base (GO), dirigée par un secrétaire du parti. Dans les zones résidentielles, il existait pour les personnes sans activité professionnelle (femmes au foyer, retraités) l'organisation du parti résidentiel (WPO), moins importante, dont la structure était analogue.

### Congrès du parti

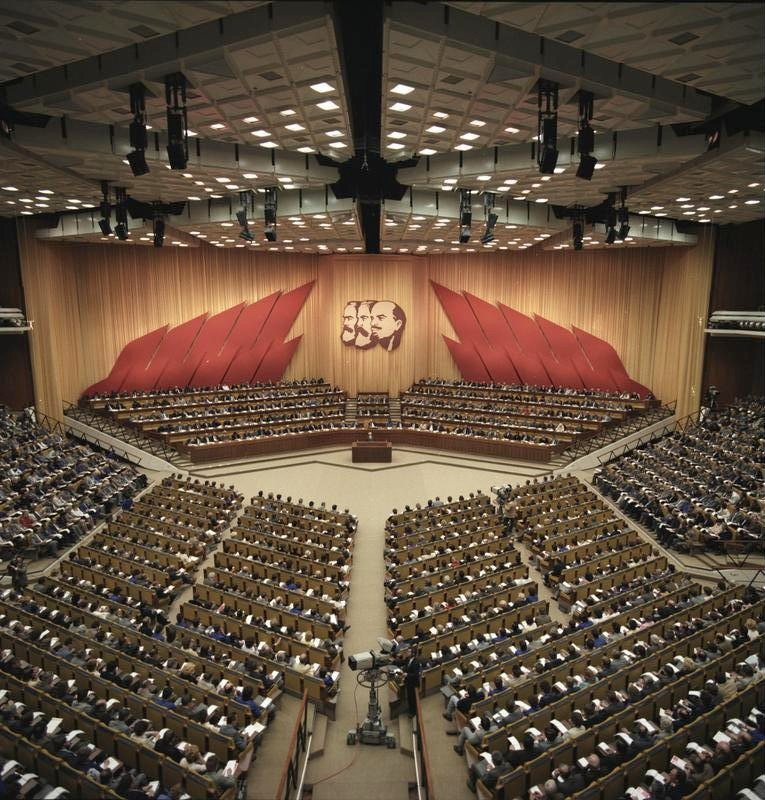
Ouverture du XIe Congrès du parti en 1986, Palais de la République, Berlin.

Le congrès du SED était l'organe suprême du parti. Les congrès étaient préparés selon un plan d'état-major, fortement mis en scène, et devaient toujours être considérés comme des événements de la société dans son ensemble. Les délégués du congrès du parti étaient élus dans les organisations de base selon une liste déjà déterminée par le comité central du SED. On veillait à ce que la proportion de femmes et de jeunes, de membres d'organisations de masse étatiques ainsi que de travailleurs exemplaires soit respectée. La proposition de délégation ayant été faite à l'organisation de base par la direction supérieure, il n'y avait pas d'élection démocratique effective.
Le congrès débute par l'accueil des nombreux invités des partis communistes étrangers et des partis du bloc national, des représentants des mouvements de libération et des pays amis. L'accent est mis sur un exposé de fond du secrétaire général ou du premier secrétaire respectif. Les débats s'ensuivent, avec des discours complémentaires plus longs de membres de l'appareil du parti et des interventions plus courtes de délégués sélectionnés. Toutes les interventions sont préparées à long terme, soumises à plusieurs reprises à l'examen d'organes supérieurs et modifiées à plusieurs reprises, de sorte qu'elles n'ont finalement que peu de points communs avec l'opinion de l'orateur. Ces discours sont considérés comme une distinction et doivent illustrer, à l'aide d'exemples typiques, la mise en œuvre des revendications du parti ou montrer des initiatives à imiter. Pendant le congrès du parti, le secrétaire général du PCUS est toujours le premier à s'exprimer, suivi par d'autres représentants des partis présents. Les jeunes pionniers, les membres des FDJ et les soldats de la NVA faisaient une entrée solennelle avec des drapeaux, donnaient des informations aux délégués et remettaient des engagements, créant une atmosphère très émotionnelle.
La couverture médiatique domine l'ensemble du paysage médiatique de la RDA. Outre les retransmissions détaillées en direct, des résumés sont diffusés dans l'émission Aktuelle Kamera. En tant que journal quasi-officiel, le Neues Deutschland imprime les discours du secrétaire général du SED et du PCUS, ainsi que des résumés des autres invités et de certaines contributions. Les journaux régionaux procèdent de la même manière, le volume des discours imprimés étant moins important, mais les voix, les déclarations d'engagement et les opinions de la population y occupent une large place. La maison d'édition Dietz publie en outre des brochures avec le contenu intégral des discours. Pendant et après le congrès, les discours et leur signification pour la vie sociale de la RDA sont répercutés dans les organisations de base.

### Secrétaires du parti
Les secrétaires du parti travaillent en grande partie bénévolement en plus de leur travail quotidien. À partir d'une certaine taille de l'organisation de base, qui impliquait toujours de nombreuses organisations départementales et des organes intermédiaires, des secrétaires du Parti à plein temps sont élus. Les secrétaires du Parti dans les très grands combinats ou dans les entreprises vitales pour l'économie nationale sont en même temps membres d'organes de direction supérieurs, jusqu'au comité central. La tâche du secrétaire du parti est d'organiser le travail politique. Il prépare les réunions du parti et les formations politiques en collaboration avec la direction du parti, contrôle le respect des décisions du parti, veille à leur application, transmet les informations et donne des instructions. Un rapport mensuel sur les « humeurs et opinions », qui devait refléter l'opinion de la population, fait également partie de ces tâches. Comme les directions supérieures y trouvent parfois une critique de leur travail, ces informations sont transmises sous diverses formes[C'est-à-dire ?], caractéristique d'une bureaucratisation croissante de l'appareil du parti à tendances staliniennes.
L'élection du secrétaire du parti se fait apparemment de manière démocratique par un vote des membres ou des délégués, mais en réalité, l'issue est déjà déterminée par la désignation de candidats appropriés. La faible marge de manœuvre dont disposaient les secrétaires du parti, associée à la désillusion face aux contradictions vécues dans l'évolution de la société, a eu pour conséquence que la fonction honorifique de secrétaire du parti n'était souvent acceptée que sous une pression morale considérable de la part des directions supérieures.

## Comité central

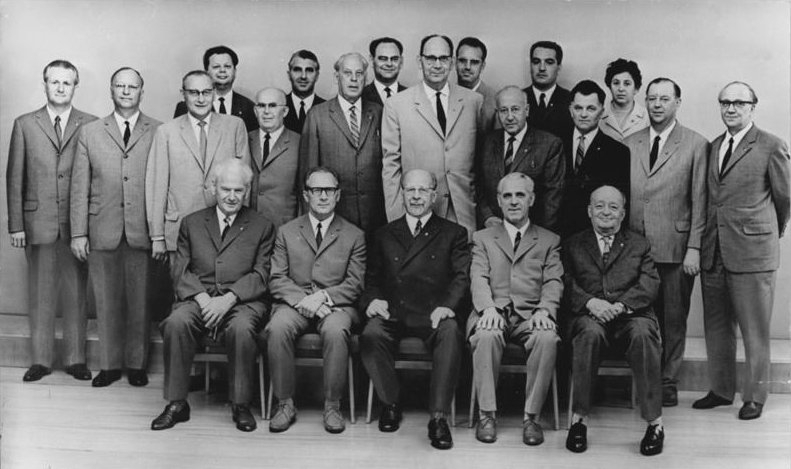
Le Politburo en 1968, membres titulaires et candidats (postulants).

Le Comité central du SED (ZK) était l'organe suprême de la structure du parti. Le centre du pouvoir était le secrétariat du comité, dirigé par un secrétaire général (premier secrétaire de 1953 à 1976). Celui-ci présidait à son tour le Politburo. Dans la hiérarchie politique, les membres du Comité central étaient placés au-dessus des ministres, les secrétaires du Comité central et les chefs de département étant habilités à donner des instructions aux ministres d'État. Ce rôle de direction découle de la Constitution de 1968, qui a consacré le rôle de direction du SED.

### Évolution du Comité central
En 1950, les délégués du IIIe congrès du SED élisent un comité central sur le modèle soviétique, qui remplace le comité directeur du parti, jusqu'alors paritaire SPD/KPD. La supériorité numérique des anciens membres du KPD (62,5 %) sur les anciens membres du SPD (24 %) est alors flagrante. Quatre ans après l'unification des partis ouvriers, il ne restait plus grand-chose de la parité initiale au sein du SED.
En 1989, le Comité central est composé de 165 membres et de 57 candidats. Tous les hauts fonctionnaires du Parti et de l'État sont représentés - pour autant qu'ils soient membres du SED. Tous les responsables importants sont représentés : des directeurs d'instituts aux directeurs généraux d'importants combinats, en passant par le président de l'Union des écrivains, les généraux et les vétérans émérites du Parti. Comme toutes les sphères du pouvoir en RDA, le Comité central est dominé par les hommes, la proportion de femmes n'ayant jamais dépassé 15% depuis 1950.
Les secrétaires généraux ou premiers secrétaires du comité central du SED sont successivement :
- Walter Ulbricht, secrétaire général le 25 juillet 1950, premier secrétaire du 26 juillet 1953 au 3 mai 1971.
- Erich Honecker, 3 mai 1971 premier secrétaire, du 22 mai 1976 au 18 octobre 1989 secrétaire général
- Egon Krenz, secrétaire général du 18 octobre 1989 au 3 décembre 1989

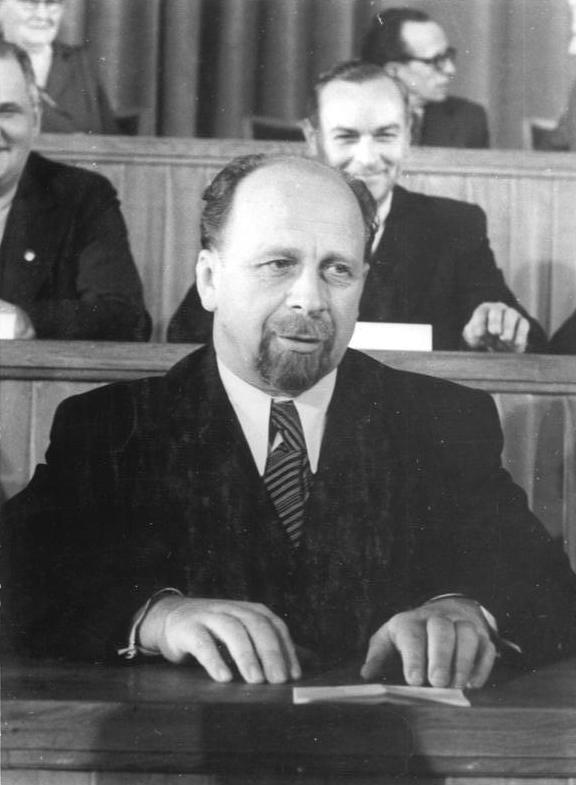
Walter Ulbricht.
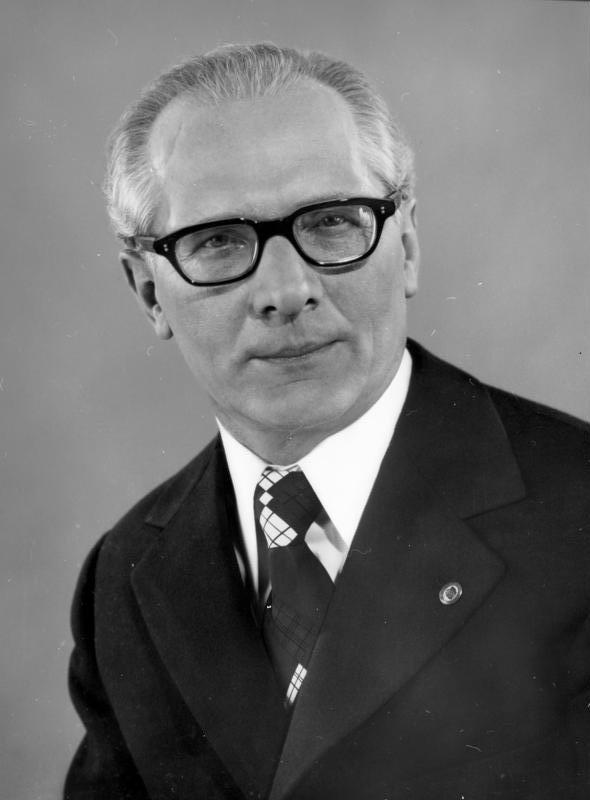
Erich Honecker.
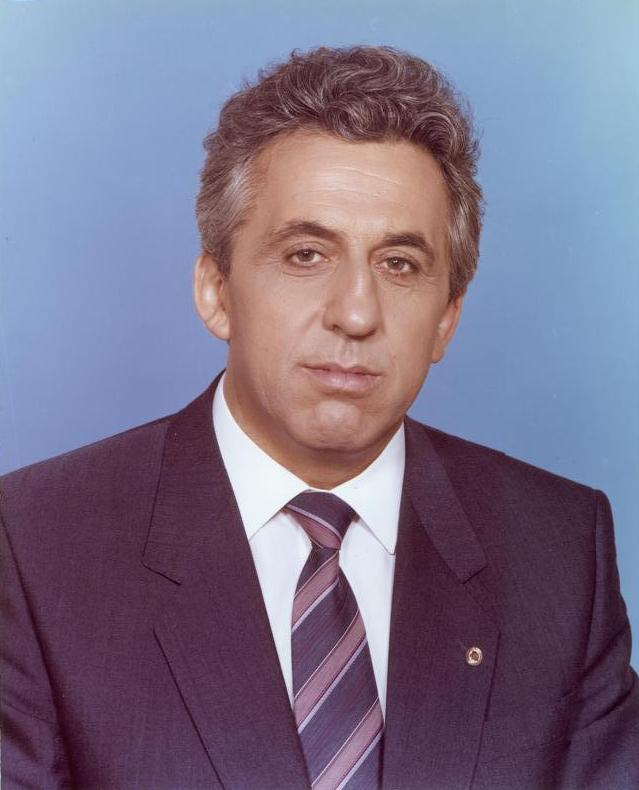
Egon Krenz.

Les quelque dix secrétaires du Comité central sont responsables des 40 départements (Abteilungen) du Comité central qui emploient des collaborateurs à plein temps. En 1970, il y a 1 000 collaborateurs, en 1987, leur nombre s'élève à 2 000. Chaque département est dirigé par un chef de département et son adjoint, également des postes influents dans l'appareil du pouvoir. Chaque département est à son tour divisé en secteurs (Sektoren), avec des chefs de secteur, des collaborateurs et des instructeurs.
Les membres du Comité central et les collaborateurs disposent d'une carte de service qui leur donne libre accès à toutes les institutions de l'État et du Parti, leurs propres centres de vacances et autres privilèges.
Le Comité central du SED avait principalement son siège dans le bâtiment du Comité central, la Haus am Werderschen Markt située à Berlin-Mitte.

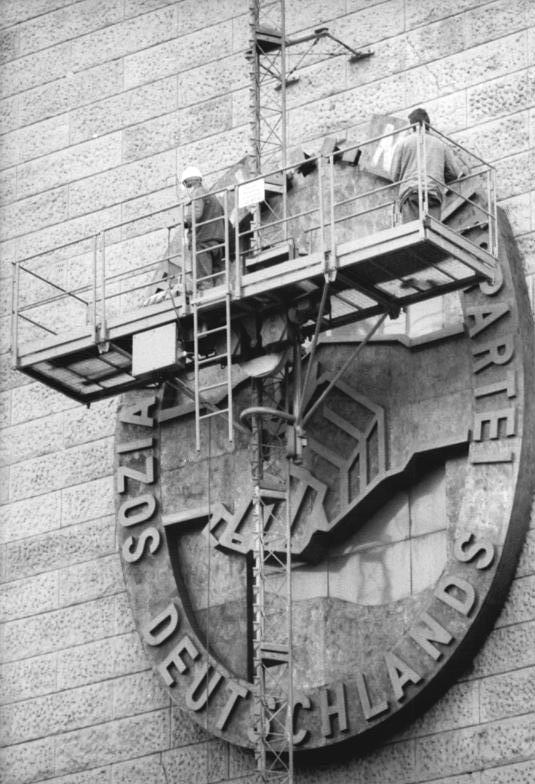
Janvier 1990 : le logo du SED est retiré de la façade de l'immeuble du Comité central.

Le comité central est souvent surnommé « petit congrès du parti », car il se réunit plusieurs fois par an entre les congrès proprement dits, et avalise le travail du Politburo. Alors que sous le premier secrétaire Ulbricht, des discussions animées ont encore lieu au sein du comité central, sous son successeur Honecker, cet organe ne se réunit plus que de manière très formelle deux fois par an. À la place, c'est le Politburo, un petit cercle de secrétaires du Comité central, et de hauts fonctionnaires du parti qui se chargent des tâches quotidiennes.
Le soir du 16 octobre 1989, Egon Krenz et le chef de la Stasi Erich Mielke ont des entretiens préliminaires en vue de destituer Honecker. Lors de la réunion du Politburo du 17 octobre 1989, Willi Stoph propose comme premier point de l'ordre du jour : « Démission du camarade Honecker de sa fonction de secrétaire général et élection d'Egon Krenz au poste de secrétaire général ». Günter Schabowski élargit la proposition et demande qu'Honecker soit également démis de ses fonctions de président du Conseil d'État et de président du Conseil national de défense. Alfred Neumann demande quant à lui le remplacement de Günter Mittag et de Joachim Herrmann. Le Politburo prend une décision unanime : il est proposé au Comité central de démettre Honecker, Mittag et Hermann de leurs fonctions. Lors de la réunion suivante du Comité central, 206 membres et candidats sont présents. Le Comité central suit la recommandation du Politburo. Est alors publiée la déclaration : « Le Comité central a accédé à la demande d'Erich Honecker de le démettre de ses fonctions de secrétaire général, de président du Conseil d'État et de président du Conseil national de défense de la RDA pour des raisons de santé ». Egon Krenz est élu à mains levées et à l'unanimité nouveau secrétaire général du SED. Le 20 octobre 1989, Margot Honecker doit elle aussi démissionner de ses fonctions. La dernière réunion du comité central a lieu le 3 décembre 1989, au cours de laquelle Hans Albrecht, Erich Honecker, Günther Kleiber, Werner Krolikowski, Erich Mielke, Gerhard Müller, Alexander Schalck-Golodkowski, Horst Sindermann, Willi Stoph, Harry Tisch, Herbert Ziegenhahn et Dieter Müller sont exclus du parti. Le Politburo et l'ensemble du Comité central démissionnent dans la foulée.

### Politburo
Le travail quotidien est assuré par le Politburo, un petit cercle de fonctionnaires du parti, composé de 15 à 25 membres et d'une dizaine de candidats (sans droit de vote), dont la dizaine de secrétaires du Comité central. Le secrétaire général du Comité central du SED préside également le Politburo. Le gouvernement, le Conseil des ministres de la RDA, est tenu de mettre en œuvre les décisions du Politburo via les ministères. De cette façon, le Conseil des ministres est en permanence contrôlé par les instances du Parti, qui garantissaient ainsi le « rôle dirigeant du Parti », selon la Constitution de la RDA. Les présidents du Conseil des ministres et le président de la Chambre du peuple, s'ils sont membres du SED, étaient également membres du Politburo.
Dans la pratique, seuls les volumineux dossiers élaborés par le secrétariat et les départements du Comité central sont adoptés par les membres, le plus souvent à l'unanimité. La plupart du temps, on s'en remet à la recommandation du membre du Politburo du domaine concerné, sans laisser les autres s'immiscer dans leur domaine de compétence - surtout lorsque le secrétaire général a déjà donné son accord. Il est le seul à pouvoir intervenir de manière globale, les discussions contradictoires sont rares, le secrétaire général se réservant le droit de décision en dernier ressort. Les votes sur les questions de sécurité sont particulièrement tabous, ceux-ci sont réglés directement entre le ministre concerné et le secrétaire général de manière strictement confidentielle.
Sur des sujets précis, de hauts cadres tels que les directeurs généraux, les directeurs d'instituts, les ministres ou les secrétaires d'État sont convoqués pour défendre leur projet. Le Politburo se réunit chaque semaine le mardi à partir de 10 heures pendant environ deux heures au deuxième étage du bâtiment du Comité central, les réunions, qui se déroulent selon Günter Schabowski dans une « atmosphère de salle de classe », sont ouvertes et clôturées par le secrétaire général. En dehors des réunions et pendant les vacances, le dossier est traité par une procédure d'approbation tacite.

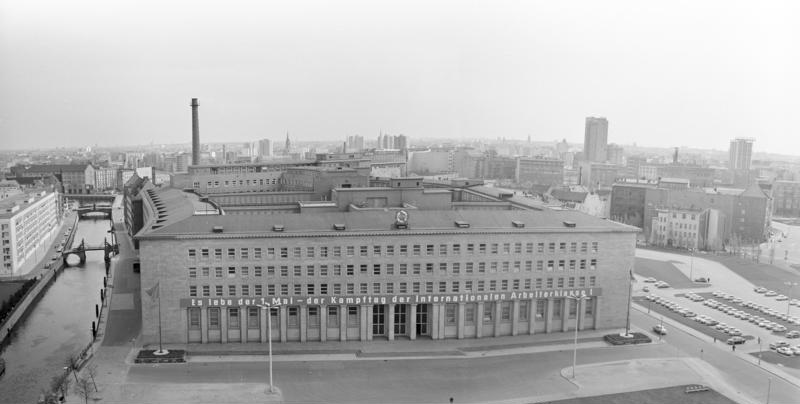
Maison du Werderscher Markt, siège historique du Comité central et du Politburo.

Les commissions et groupes de travail du Politburo et leurs responsables sont les suivants :
- Commission de politique extérieure, Hermann Axen
- Commission d'agitation/propagande, Joachim Herrmann
- Commission de la culture, Kurt Hager
- Commission des directeurs d'instituts de sciences sociales auprès du Comité central du SED, Kurt Hager
- Commission économique, Günter Mittag, se réunissait tous les quinze jours le lundi.
- Commission Asie, Afrique et monde arabe, Günter Mittag
- Commission de la jeunesse, Kurt Turba, Egon Krenz
- Commission des femmes, Ingeburg Lange, Edith Baumann 1955-1961
- Commission de sécurité, Paul Verner, Egon Krenz (remplacée en 1960 par le Conseil national de défense)
- Commission des cadres, Fritz Müller
- Groupe de travail sur la balance des paiements, Günter Mittag

Pour le travail administratif de soutien, on dispose d'un secrétariat du Politburo dont les directeurs sont successivement :
- Otto Schön (1950-1968)
- Gisela Glende (1968-1986)
- Edwin Schwertner (1986-1989)

### Secrétariat du Comité central
Le secrétariat du Comité central se réunit chaque mercredi pour mettre en œuvre les décisions prises la veille par le Politburo et préparer sa prochaine réunion hebdomadaire. Il est composé des secrétaires du Comité central du SED. Le secrétariat a un rôle décisif dans la sélection des cadres du Comité central, c'est-à-dire les quelque 300 postes les plus élevés au sein du Parti et de l'État.
Les trois départements Agitation, Propagande et Partis amis sont placés sous la responsabilité du secrétaire du Comité central pour l'agitation et la propagande. Le département de l'agitation est responsable de l'organisation des médias de masse, ainsi que de la censure.

### Président du SED
À la différence d'autres partis communistes créés selon le modèle stalinien (Staline avait fait de son poste de secrétaire général, après la mort de Lénine, un poste de dirigeant), si le SED connait en principe aussi la fonction de président, dès le début le pouvoir réel est détenu par le secrétaire général ; en 1954, cette fonction est supprimée sans être remplacée. En 1971, elle a été recréée pour Walter Ulbricht comme fonction honorifique sans pouvoir et sans être dans les statuts sous le nom de « président honoraire ».
Liste des présidents :
- Wilhelm Pieck, 1946-1954, coprésident (ex-PC), président de la République
- Otto Grotewohl, 1946-1954, coprésidence (ex-SPD), Premier ministre
- Walter Ulbricht, 1971-1973, président du Conseil d'État
- Gregor Gysi, 9-17 décembre 1989

### Liste des dirigeants
Le premier secrétaire (1953-1976) ou secrétaire général (1950-1953 et 1976-1989) du comité central du SED était le véritable détenteur du pouvoir en RDA :
| Coprésidents du SED Vorsitzende der Sozialistischen Einheitspartei Deutschlands                                                                     |                             |                 |                 |
| | Wilhelm Pieck (1876–1960)   | 22 avril 1946   | 25 juillet 1950 |
| | Otto Grotewohl (1894–1964)  | 22 avril 1946   | 25 juillet 1950 |
| Secrétaire général du comité central (Premier secrétaire du comité central entre 1953 et 1976) Generalsekretär/Erster Sekretär des Zentralkommitees |                             |                 |                 |
| | Walter Ulbricht (1893–1973) | 25 juillet 1950 | 3 mai 1971      |
| | Erich Honecker (1912–1994)  | 3 mai 1971      | 18 octobre 1989 |
| | Egon Krenz (1937–)          | 18 octobre 1989 | 3 décembre 1989 |
| Président honoraire du comité central Vorsitzender des Zentralkommitees                                                                             |                             |                 |                 |
| | Walter Ulbricht (1893–1973) | 3 mai 1971      | 1 août 1973     |

## Résultats

### Élections à la Volkskammer
| Élection | Voix                              | %                                 | Sièges    |   |
| -------- | --------------------------------- | --------------------------------- | --------- | - |
| 1949     | au sein du Bloc démocratique (en) | au sein du Bloc démocratique (en) | 90 / 330  | – |
| 1950     | au sein du Front national         | au sein du Front national         | 110 / 400 |   |
| 1954     | au sein du Front national         | au sein du Front national         | 117 / 466 |   |
| 1958     | au sein du Front national         | au sein du Front national         | 117 / 466 |   |
| 1963     | au sein du Front national         | au sein du Front national         | 110 / 434 |   |
| 1967     | au sein du Front national         | au sein du Front national         | 110 / 434 |   |
| 1971     | au sein du Front national         | au sein du Front national         | 110 / 434 |   |
| 1976     | au sein du Front national         | au sein du Front national         | 110 / 434 |   |
| 1981     | au sein du Front national         | au sein du Front national         | 127 / 500 |   |
| 1986     | au sein du Front national         | au sein du Front national         | 127 / 500 |   |